# Coffrane
Coffrane est une localité et une ancienne commune suisse du canton de Neuchâtel, située dans la région Val-de-Ruz.

## Géographie

Vue aérienne de 1500 m par Walter Mittelholzer (1926).

L'ancienne commune de Coffrane mesurait 6,49 km2. 10,4 % de cette superficie correspond à des surfaces d'habitat ou d'infrastructure, 62,8 % à des surfaces agricoles, 26,1 % à des surfaces boisées et 0,6 % à des surfaces improductives.

## Histoire
Le 1er janvier 2013, la commune a fusionné avec celles de Boudevilliers, Cernier, Chézard-Saint-Martin, Dombresson, Engollon, Fenin-Vilars-Saules, Fontainemelon, Fontaines, Les Geneveys-sur-Coffrane, Les Hauts-Geneveys, Montmollin, Le Pâquier, Savagnier et Villiers pour former la nouvelle commune de Val-de-Ruz.

## Population

### Surnom
Les habitants de la localité sont surnommés les Ânes.

### Démographie
Coffrane comptait 696 habitants fin 2022. Sa densité de population atteint 107 hab./km2.
Le graphique suivant résume l'évolution de la population de Coffrane entre 1850 et 2008 :